# テレングト・アイトル
テレングト・アイトル（Telengut Aitor、中国名：艾 特、1956年 - ）は、内モンゴル出身の文学者。現在、北海学園大学人文学部日本文化学科教授。学術博士（東京大学）。

## 来歴
中華人民共和国・内モンゴル自治区出身。1983年内モンゴル大学外国語学部日本語日本文学学科卒業。1984年北京日本語講師育成センター修了。内モンゴル大学講師を経て、1987年東京外国語大学大学院総合国際学研究科モンゴル語科研究生。1993年大正大学大学院文学研究科修士課程修了。1998年東京大学大学院総合文化研究科比較文学比較文化専攻博士課程修了。1998年、北海学園大学に赴任。同人文学部教授に就く。   

## 研究対象
専門は、日本近代文学・比較文学・比較文化・超域文化科学など。東西における概念としての文学についての比較的研究や三島由紀夫小説について学術分析などを幅広く研究。

## 著書
- 松本徹, 井上隆史, 佐藤秀明共編『三島由紀夫事典』（分担執筆担当、勉誠出版、2000年）
- 松本徹, 井上隆史, 佐藤秀明共編『三島由紀夫論集〈3〉世界の中の三島由紀夫』（分担執筆担当、勉誠出版、2001年）
- 『三島文学の原型―始原・根茎隠喩・構造―』（日本図書センター、2002年）
- 島薗進、末木文美士ほかとの共著『現代宗教2006－慰霊と追悼』（東京堂出版、2006年）
- 『詩的狂気の想像力と海の系譜－西洋から東洋へ、その伝播、受容と変容』（現代図書、2016年）
- 『超越への親密性ーもう一つの日本文学の読み方』（北海学園大学出版会、2023年）

## 門下生
- 塩谷昌弘 - 盛岡大学文学部准教授
- 秋元裕子 - 北海学園大学非常勤講師